# 後松藤
後松藤，2002年10月組成的Hello! Project期間限定團體，成員有後藤真希、松浦亞彌、藤本美貴。

## 團體名
團名是由三人姓名組合而成
- ご (GO) - 後藤 (GOTOU)
- まっ (MAT) - 松浦 (MATSUURA)
- とう (TOU) - 藤本 (FUJIMOTO)）

## 發行作品
單曲
- 2002.11.20 「SHALL WE LOVE?」

PV DVD
- 2002.12.04 「SHALL WE LOVE?」